# Vauxhall Viva (1963)
Vauxhall Viva – samochód osobowy klasy kompaktowej produkowany pod brytyjską marką Vauxhall w latach 1963–1979.

## Pierwsza generacja

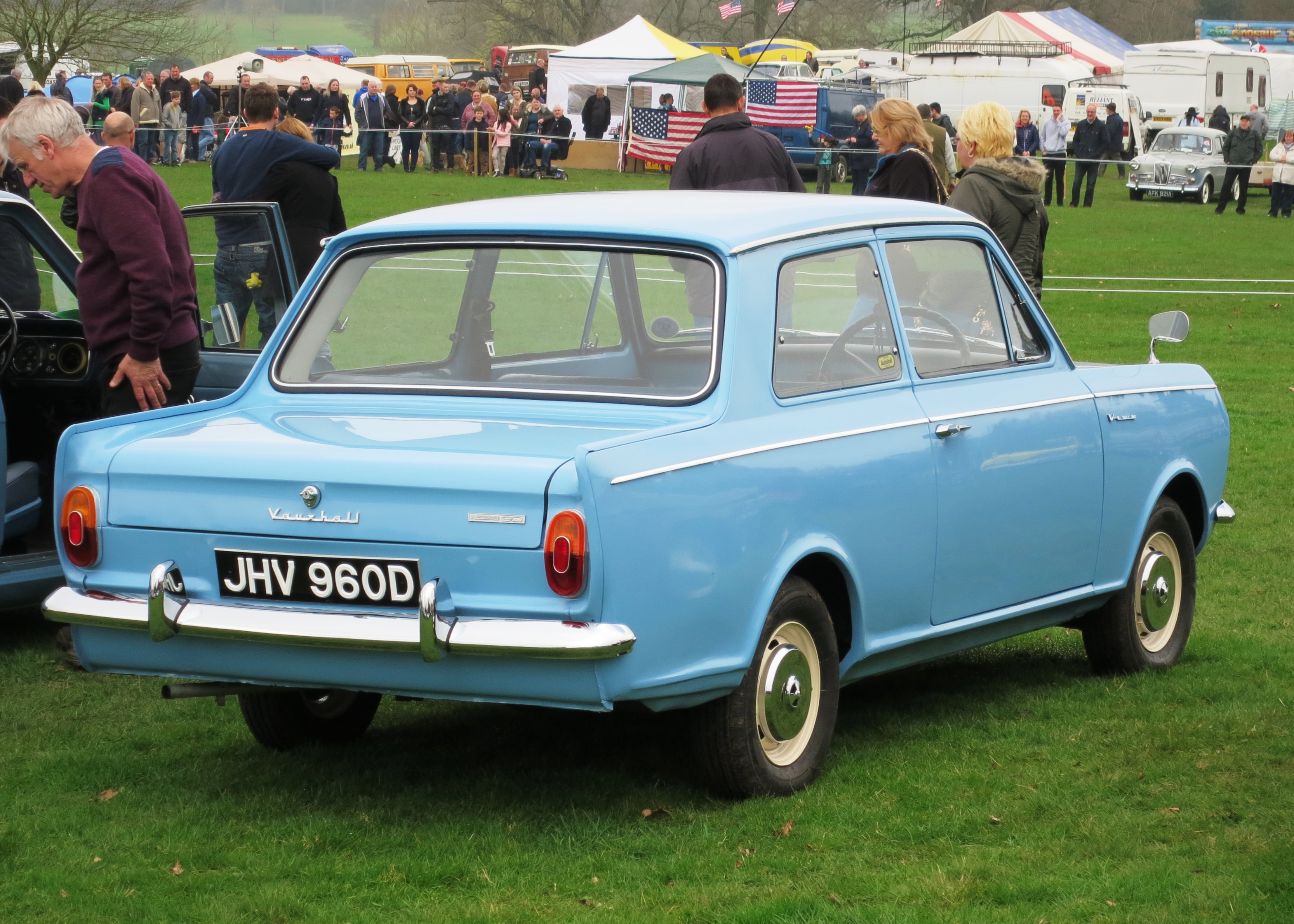
Vauxhall Viva I - tył

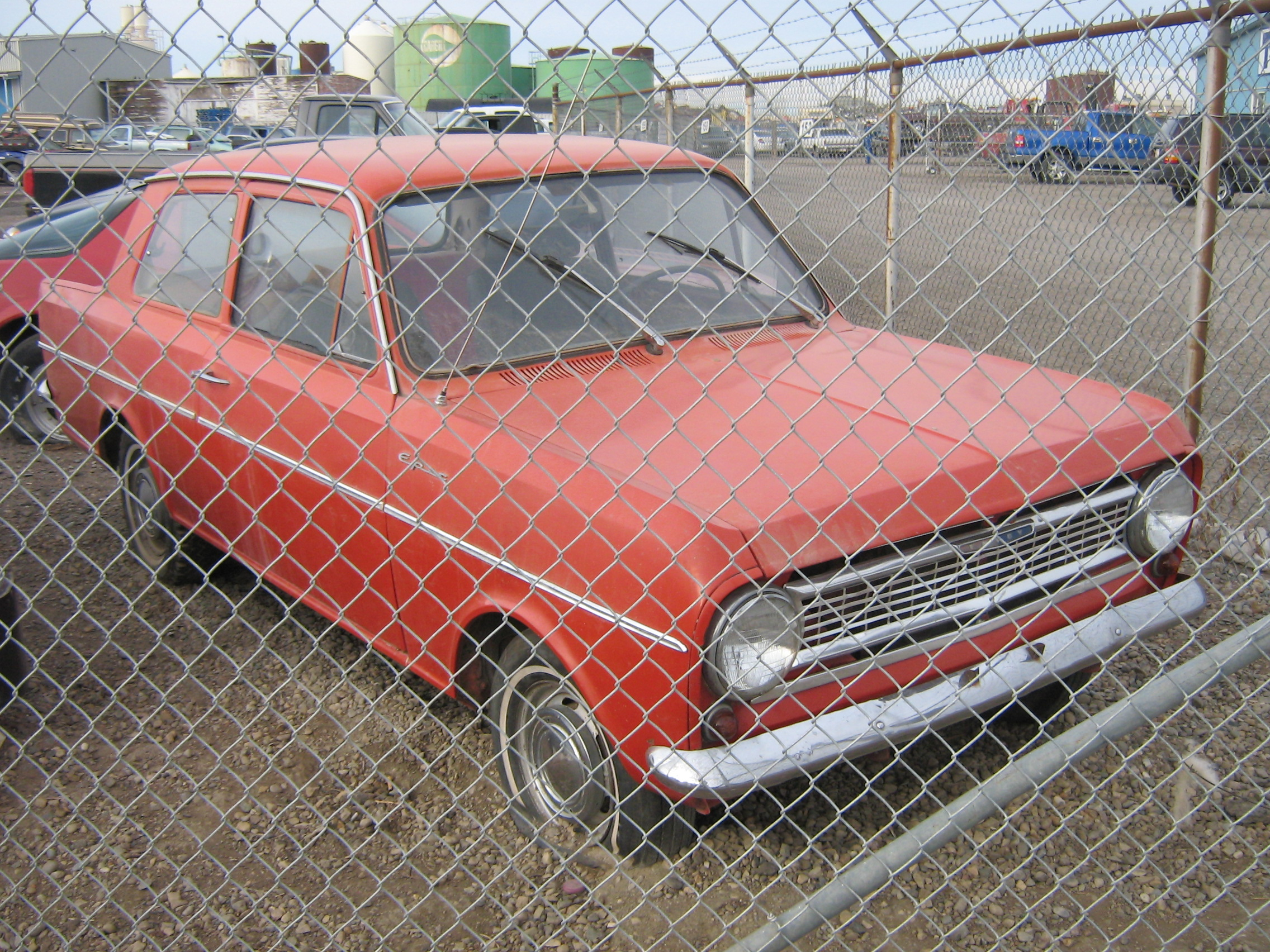
kanadyjski Envoy Epic

Vauxhall Viva I został zaprezentowany po raz pierwszy w 1963 roku.
Model Viva pojawił się w ofercie Vauxhalla jako podstawowy, mniejszy niż dotychczas oferowane model stanowiący odpowiedź na m.in. Ford Anglię. Podobnie do konkurenta, pierwsza generacja Vivy przyjęła postać 3-drzwiowego sedana o klasycznych proporcjach.
Trójbryłowa sylwetka zdobiona była przez nisko osadzony, chromowany pas z szeroko rostawionymi, okrągłymi reflektorami, z kolei tylne nadkola zyskały charakterystyczne krawędzie.

### Sprzedaż
Vauxhall Viva był także eksportowany do Kanady, gdzie zasilił on ofertę lokalnej marki Envoy jako Envoy Epic. Viva była sprzedawana także w krajach Europy Zachodniej jako Vauxhall Epic.

### Silnik
- L4 1.0l OHV

## Druga generacja

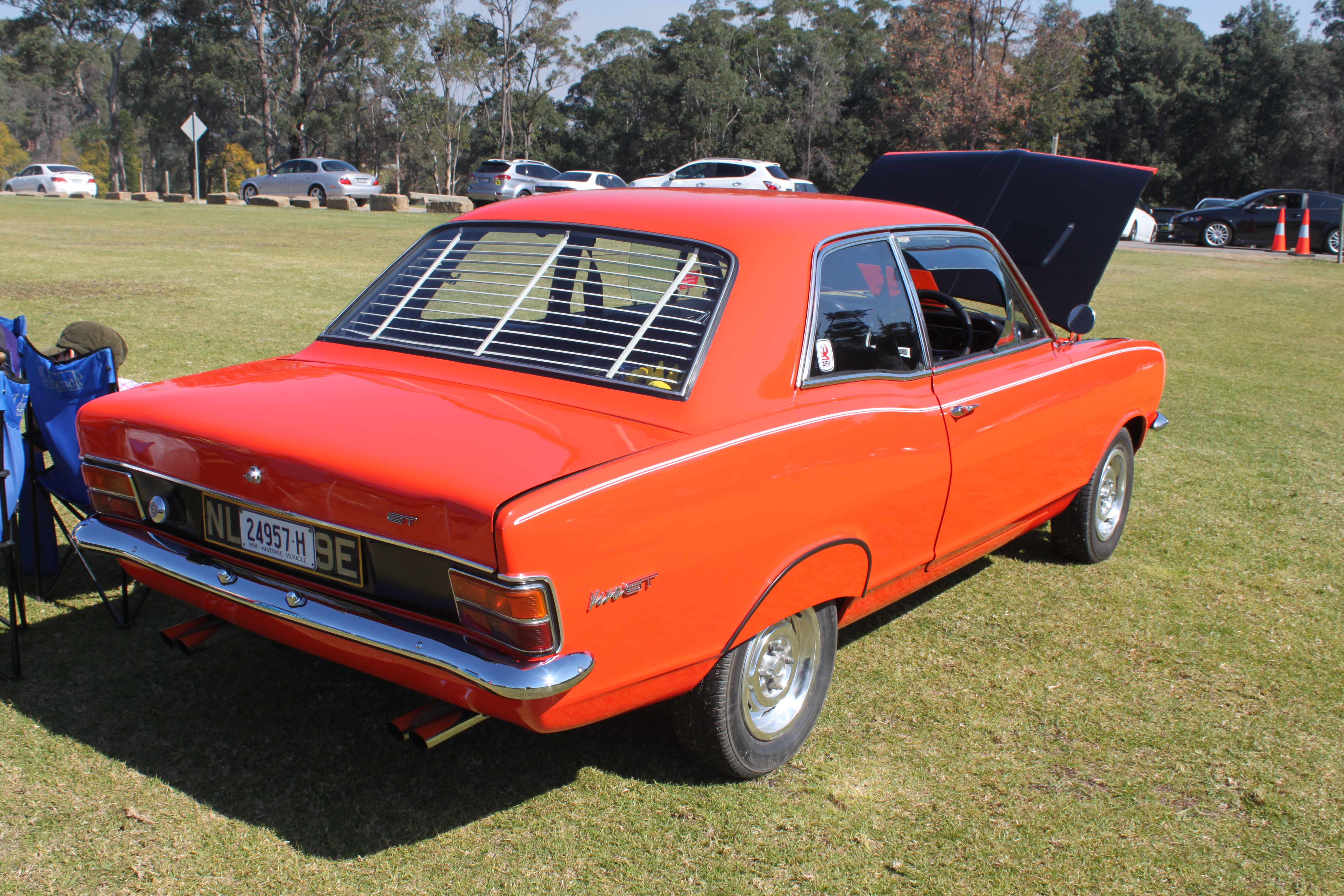
Vauxhall Viva II - tył

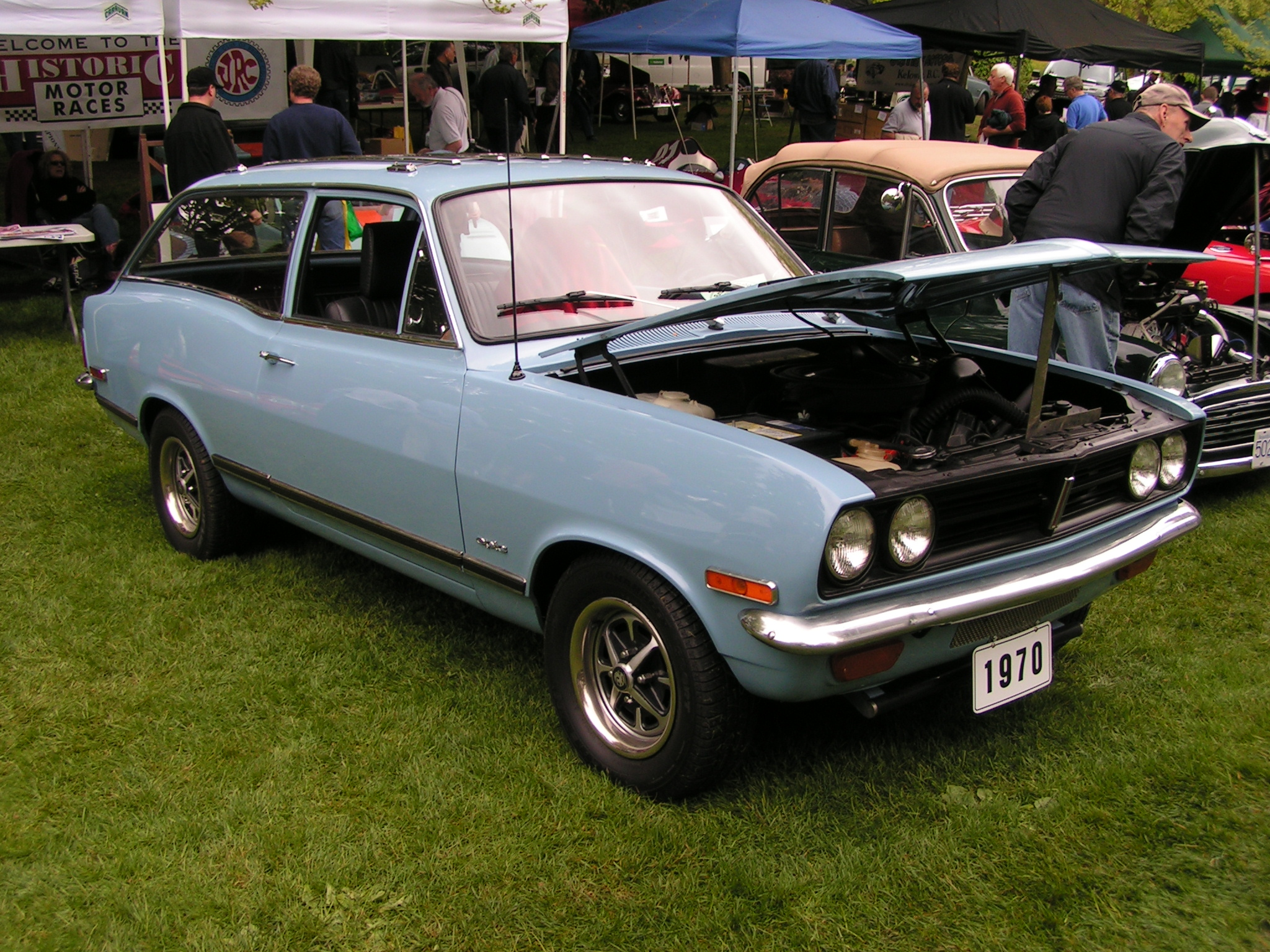
kanadyjski Envoy Epic

Vauxhall Viva II został zaprezentowany po raz pierwszy w 1966 roku.
Druga generacja Vivy przeszła obszerną metamorfozę w stosunku do poprzednika, zyskując przestronniejsze nadwozie, a także obszerniejszą gamę wersji nadwoziowych - do 2-drzwiowego sedana dołączył także wariant 4-drzwiowy oraz pojemniejsze, 3-drzwiowe kombi.
Pas przedni zyskał charakterystyczne, prostokątne reflektory i wyżej umieszczoną chromowaną atrapę chłodnicy, z kolei tylny błotnik przyozdobiło przetłoczenie nawiązujące do większego modelu Victor. Gruntownie przeprojektowano także zawieszenie.

### Sprzedaż
Podobnie jak poprzednik, Vauxhall Viva był eksportowany do Kanady jako Envoy Epic, odróżniając się tym razem wizualnie od brytyjskiego odpowiednika innymi, podwójnymi reflektorami w okrągłym kształcie. Ponadto, samochód trafił także do produkcji w Australii, gdzie zasilił ofertę lokalnego Holdena jako Holden Torana.

### Silniki
- L4 1.2l OHV
- L4 1.6l Slant-4
- L4 2.0l Slant-4

## Trzecia generacja

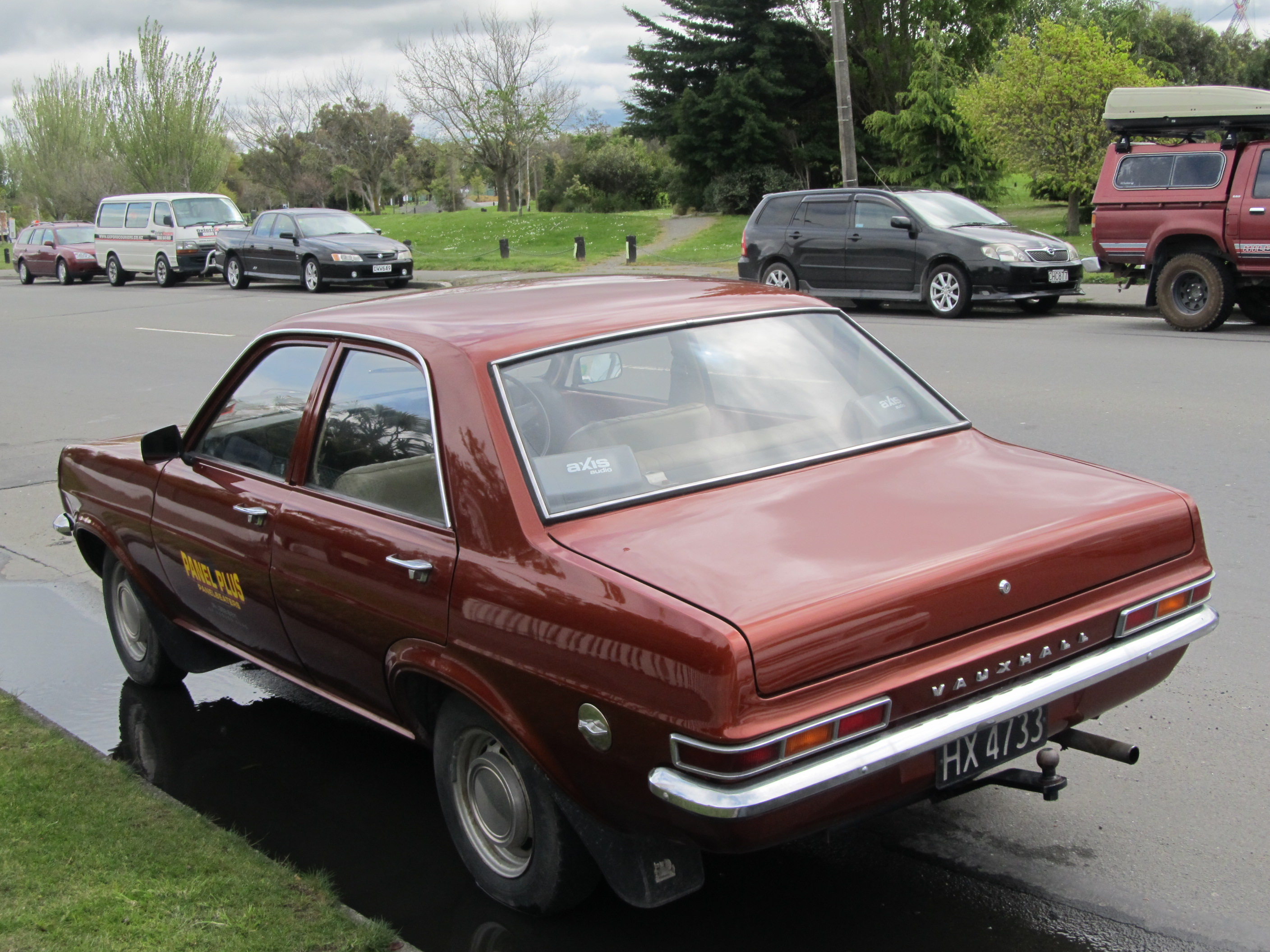
Vauxhall Victor III - tył

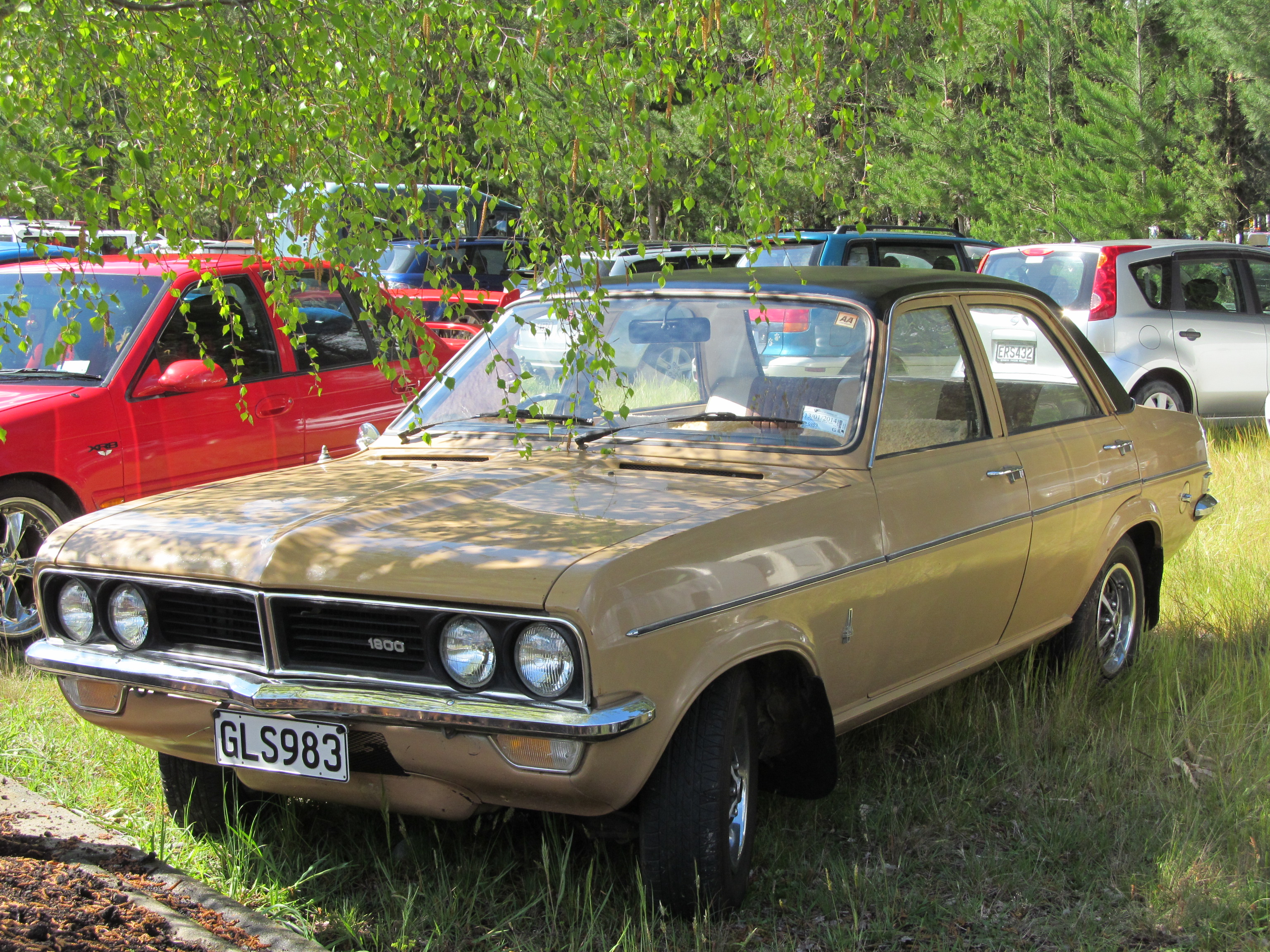
Vauxhall Magnum

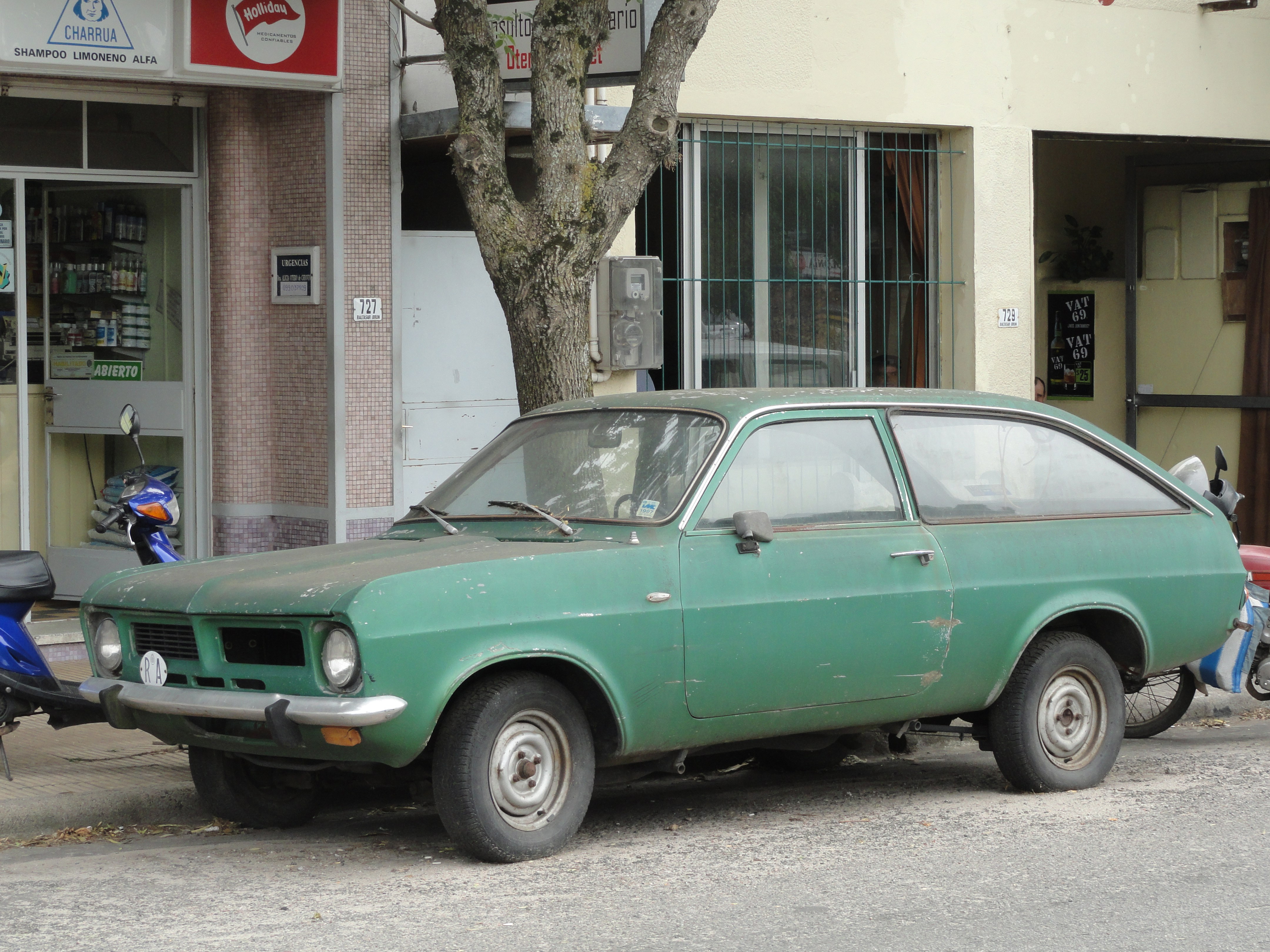
urugwajski Grumett Indiana

Vauxhall Viva III został zaprezentowany po raz pierwszy w 1970 roku.
Trzecia i zarazem ostatnia generacja Vivy ponownie zyskała na wielkości nadwozia i kabiny pasażerskiej w porównaniu do poprzednika, zyskując charekterystyczne przetłoczenie na masce, a także wyraźniej zaznaczone błotniki i niżej umieszczone lampy tylne. Przód zachował znane z poprzednika prostokątne reflektory, a także tradycyjny dla tej linii modelowej tylny napęd. 
Samochód miał też za zadanie dzięki dopracowanej powłoce lakierniczej poprawić złą reputację Vauxhalla, kojarzonego na przełomie lat 60. i 70. XX wieku z rdzewiejącymi nadwoziami. 

### Magnum
Gamę trzeciej generacji Vauxhalla Vivy poszerzyła także topowa odmiana Magnum o luksusowym przeznaczeniu. Charakteryzowała się ona głównie bogatszym wyposażeniem, a także dwubarwnym malowaniem nadwozia. Samochód dzielił inny pas przedni z pokrewnym modelem Firenza.

### Sprzedaż
Vauxhall Viva trzeciej generacji był także produkowany pod dwiema innymi nazwami. W Urugwaju samochód wytwarzano pod lokalną marką Grumett jako Grumett Indiana.

### Silnik
- L4 1.1l OHV
- L4 1.2l OHV
- L4 1.7l Slant-4
- L4 2.2l Slant-4